# Prosper Tarbé
Pour les articles homonymes, voir Tarbé.
Louis Hardouin Prosper Tarbé, né à Paris le 24 août 1809 et mort à Neuilly-sur-Seine le 13 janvier 1871, est un historien, archéologue et homme de lettres français, spécialiste de l'histoire de Reims et du pays champenois. 

## Biographie
Il était fils de notaire puis devint substitut du procureur du roi à Étampes, à Reims, puis à Versailles ; correspondant de l’Académie des inscriptions et belles-lettres et membre de l'Académie des sciences, arts et belles-lettres de Reims, il acquit une grande réputation en Champagne comme historien et archéologue.[réf. nécessaire]
Il était membre-fondateur de la Société des bibliophiles et de l'Académie nationale de Reims, il épousa à Reims en 1838 Caroline Colombe Marguet (1819-1871) et habita le bel hôtel particulier du 154, rue de Vesle. Il fut inhumé à Reims, dans le canton 9 du cimetière du Nord, le 28 octobre 1871. Ses filles firent don de ses manuscrits et autographes aux archives municipales en 1871, puis ses livres en 1900, connu sous le nom de Fonds Tarbé. 
Outre ses ouvrages sur l'histoire de Reims, ses rues et ses monuments, ainsi que sur les chansonniers de la Champagne médiévale, Prosper Tarbé a édité également les œuvres d'Eustache Deschamps, Blondel de Nesle, Guillaume Coquillart, Guillaume de Machaut, François Rasse des Neux, Huon de Méry, Philippe de Vitry et Chrétien de Troyes.

## Publications
Liste non-exhaustive
- Le Noble et gentil jeu de l'arbaleste à Reims, 1841
- Histoire chronologique, pathologique, politique, économique, artistique, soporifique et melliflue du très-noble, très-excellent et très-vertueux pain d'épice de Reims, 1842. Réédition : Société des amis de la bibliothèque municipale de Reims, 1998.
- Inventaire après le décès de Richard Picque, archevêque de Reims. 1389, 1842
- Le Purgatoire de Saint-Patrice : légende du XIIIe siècle publiée d'après un manuscrit de la bibliothèque de Reims, 1842
- Les Sépultures de l'église Saint-Remi de Reims, 1842
- Trésors des églises de Reims, 1843 Texte en ligne
- Reims, essais historiques sur ses rues et ses monuments, 1844. Réédition : Éditions de la Tour Gile, Péronnas, 1994. Texte en ligne
- Notre-Dame de Reims, 1845 Texte en ligne
- Romancero de Champagne  in : collection des poètes de Champagne antérieurs au XVIe siècle, 1863-64. Réédition : Slatkine, Genève, 1980.
- Les Chansonniers de Champagne aux XIIe et XIIIe siècles, avec une biobibliographie de ces chansonniers, 1850 . Réédition : Slatkine, Genève, 1980.
- Recherches sur l'histoire du langage et des patois de Champagne, 2 vol., 1851. Réédition : Office d'édition du livre d'histoire, Paris, 1995 Texte en ligne 1 2
- La Vie et les Œuvres de Jean-Baptiste Pigalle sculpteur, 1859 Texte en ligne